# Джафна (округ)
Джафна (синг. යාපනය දිස්ත්‍රික්කය, там. யாழ்ப்பாணம் மாவட்டம) — один из 25 округов Шри-Ланки. Входит в состав Северной провинции страны. Административный центр — город Джафна.
Округ Джафна расположен на крайнем севере острова Шри-Ланка и занимает большую часть полуострова Джафна. Имеет площадь 1025 км². В административном отношении подразделяется на 15 подразделений.
Население округа по данным переписи 2012 года составляет 583 378 человек. 98,95 % населения составляют ланкийские тамилы; 0,58 % — сингальцы; 0,37 % — ларакалла; 0,09 % — индийские тамилы и 0,02 % — другие этнические группы. 82,95 % населения исповедуют индуизм; 16,14 % — христианство; 0,43 % — буддизм и 0,42 % — ислам.